# Villennes-sur-Seine
 Villennes-sur-Seine  es una población y comuna francesa, en la región de Isla de Francia, departamento de Yvelines, en el distrito de Saint-Germain-en-Laye y cantón de Poissy-Nord.

## Demografía
| 2019 | 2311 | 3323 | 3886 | 4504 | 4790 |
| Para los censos de 1962 a 1999 la población legal corresponde a la población sin duplicidades (Fuente: INSEE [Consultar]) |      |      |      |      |      |